# HD 213272
HD 213272，又名BD+34 4700，SAO 72399、HR 8569，是一颗恒星，视星等为6.56，位于銀經93.12，銀緯-18.81，其B1900.0坐标为赤經22h 25m 14.1s，赤緯+35° -18.81′ 53″。